# Martina Kocher
Martina Kocher (Bienne, 14 marzo 1985) è una slittinista svizzera.

## Biografia
Ha iniziato a gareggiare per la nazionale svizzera nelle varie categorie giovanili dal 1998, ottenendo quale miglior risultato il quinto posto nel singolo ai campionati mondiali juniores disputatisi nel 2004 a Calgary. A livello assoluto ha esordito in Coppa del Mondo nella stagione 2003/04. Il suo miglior risultato in una tappa del circuito mondiale è stato il quinto posto mentre in classifica generale si è classificata al sesto nel 2014/15 nella specialità del singolo.
Ha preso parte a quattro edizioni dei Giochi olimpici invernali, gareggiando esclusivamente nella prova del singolo: a Torino 2006 ha colto la nona piazza, a Vancouver 2010 ha terminato al settimo posto, a Soči 2014 è giunta nona e a Pyeongchang 2018 ha concluso la prova in undicesima posizione.
Ha partecipato altresì a nove edizioni dei campionati mondiali conquistando tre medaglie: quella d'oro nel singolo sprint e quella d'argento nel singolo a Schönau am Königssee 2016 e nuovamente l'argento nel singolo sprint a Igls 2017. Nelle rassegne continentali ha ottenuto come miglior risultato il quarto posto nella gara individuale a Schönau am Königssee 2017.

## Palmarès

### Mondiali
- 3 medaglie:
  - 1 oro (singolo sprint a Schönau am Königssee 2016);
  - 2 argenti (singolo a Schönau am Königssee 2016, singolo sprint a Igls 2017).

### Coppa del Mondo
- Miglior piazzamento in classifica generale nel singolo: 6ª nel 2014/15.

### Campionati svizzeri
- 3 medaglie:
  - 3 ori (singolo nel 2004; singolo nel 2005; singolo nel 2006).